# 默林巴赫河
47°34′53″N 7°50′15″E / 47.58152°N 7.83746°E

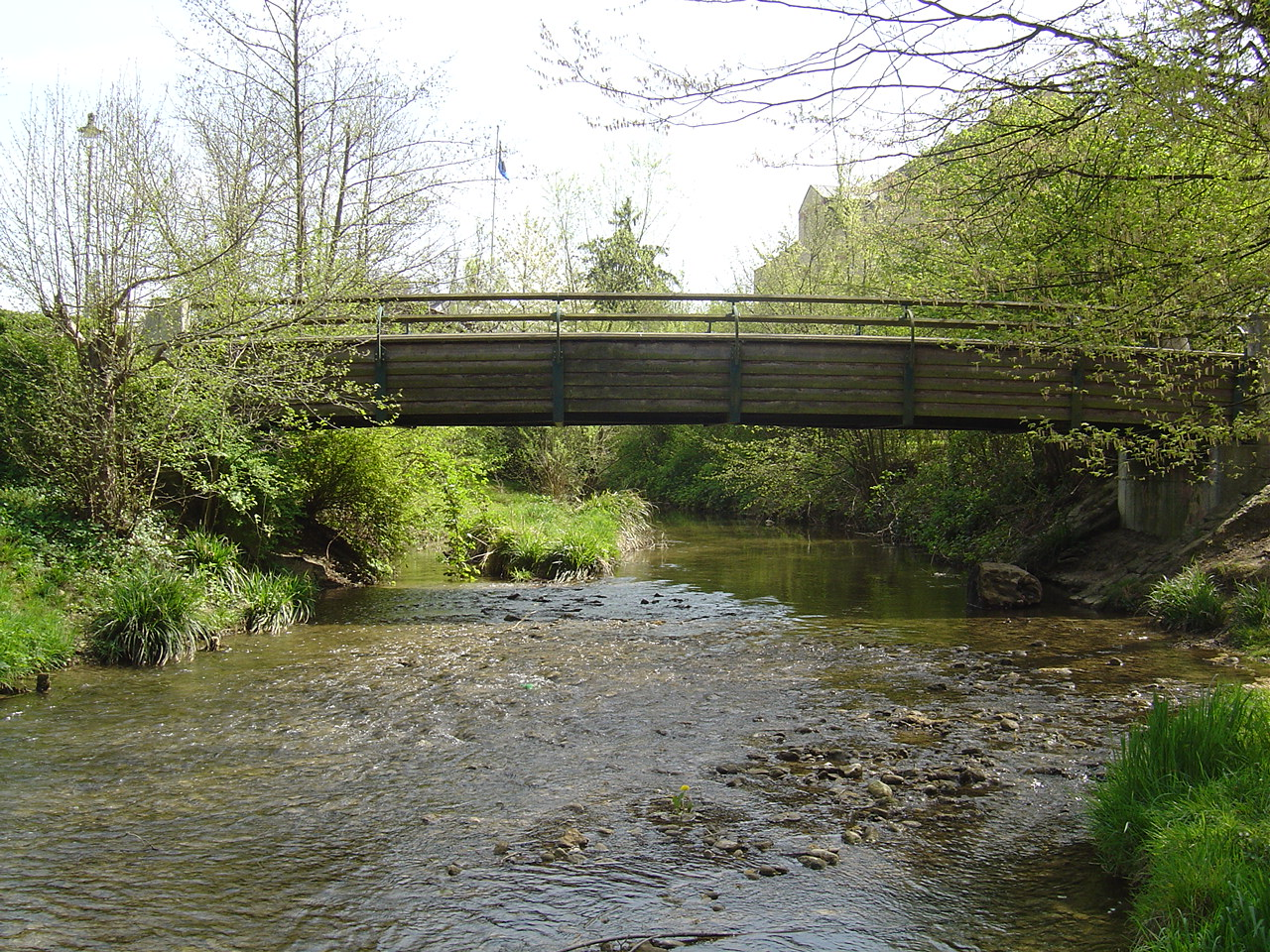

默林巴赫河是瑞士的河流，位於該國北部，流經阿爾高州，屬於萊茵河的左支流，河道全長15公里，流域面積37.3平方公里，河口處在默林。